# L'improvvisa ricchezza della povera gente di Kombach
L'improvvisa ricchezza della povera gente di Kombach (Der plötzliche Reichtum der armen Leute von Kombach) è un film per la televisione del 1971 diretto da Volker Schlöndorff.